# Can Bragulat
Can Bragulat és un edifici d'Alella (Maresme) protegit com a Bé Cultural d'Interès Local.

## Descripció
Es tracta d'un edifici civil. La masia és coberta amb una teulada de dues vessants i amb el carener perpendicular a la façana. Presenta planta baixa i pis, una gran porta central dovellada i tres finestres gòtiques amb les llindes de pedra treballades en forma d'arc conopial, les impostes esculpides. La finestra de la dreta està formada per un petit arc lobulat.
A la banda dreta de l'edifici, formant angle recte, hi ha una construcció annexa d'estil gòtic.

## Història
Possiblement es tracti d'una construcció del darrer quart de segle xv, i l'annex lateral una mica posterior.